# Hymerhabdia topsenti
Hymerhabdia topsenti är en svampdjursart som beskrevs av Claude Lévi 1952. Hymerhabdia topsenti ingår i släktet Hymerhabdia och familjen Bubaridae.
Artens utbredningsområde är havet utanför Senegal. Inga underarter finns listade i Catalogue of Life.